# Octachloornaftaleen
Octachloornaftaleen is een organische verbinding met als brutoformule C10Cl8. De stof komt voor als een wasachtige gele vaste stof met een aromatische geur, die onoplosbaar is in water.

## Toxicologie en veiligheid
De stof ontleedt bij verhitting, met vorming van giftige dampen (waaronder waterstofchloride).
De stof kan effecten hebben op de lever, met als gevolg weefselbeschadiging. Bij herhaald of langdurig huidcontact kan de huid beschadigd worden of kan er een huidontsteking of acne ontstaan.